# 原野昇
原野昇（はらの のぼる、1943年3月9日-　）は、日本の中世フランス文学研究者、広島大学名誉教授。筆名・西朗法。

## 来歴
兵庫県尼崎市出身。1965年広島大学文学部言語学科卒、1971年同大学院博士課程中退、1970年パリ大学文学博士。
1971年広島女学院大学専任講師、1975年助教授、1976年広島大学文学部助教授、教授、2005年定年退官、名誉教授。放送大学客員教授。国際動物叙事詩学会名誉会長。
2024年、瑞宝中綬章受章。

## 著書
- 『フランス中世の文学』広島大学出版会 2005

### 共著編著
- 『狐物語の世界』福本直之,鈴木覚共著 東京書籍 東書選書 1988
- 『中世ヨーロッパに見る異文化接触』水田英実、山代宏道,地村彰之,四反田想共著 溪水社 2000
- Concordance du Roman de Renart d’apres l’ edition γ /重見晋也共編 溪水社、2001
- 『中世ヨーロッパ文化における多元性』水田英実、山代宏道,地村彰之, 四反田想共著 溪水社 2002
- 『中世ヨーロッパと多文化共生』山代宏道, 四反田想, 水田英実,地村彰之,大野英志共著 溪水社 2003
- 『中世ヨーロッパの時空間移動』水田英実,山代宏道,中尾佳行,地村彰之,四反田想共著 溪水社 2004
- Vocabulaire de l’ancien francais : actes du Colloque de Hiroshima du 26 au 27 mars 2004 a l’Universite de Hiroshima．　編　渓水社、2005
- 『中世ヨーロッパにおける排除と寛容』水田英実,山代宏道,中尾佳行,地村彰之,四反田想共著 溪水社 2005
- 『中世ヨーロッパにおける死と生』水田英実, 山代宏道,中尾佳行,地村彰之,四反田想共著 溪水社 2006
- 『中世ヨーロッパにおける女と男』水田英実, 山代宏道, 中尾佳行,地村彰之共著 溪水社 2007
- 『フランス中世文学を学ぶ人のために』編 世界思想社 2007
- 『中世ヨーロッパにおける笑い』水田英実,山代宏道,中尾佳行,地村彰之共著 溪水社 2008
- 『イギリス・フランスの中世ロマンス 語学的研究と文学的研究の壁を越えて』今井光規,隈元貞広,山口惠里子, Maldwyn Mills, 田尻雅士共著 音羽書房鶴見書店 2009
- 『中世ヨーロッパにおける伝統と刷新』水田英実,山代宏道,中尾佳行, 地村彰之共著 溪水社 2009
- 『ヨーロッパの中世 7 芸術のトポス』木俣元一共著 岩波書店 2009
- 『中世ヨーロッパの祝宴』水田英実,山代宏道,中尾佳行, 地村彰之共著 溪水社 2010

### 翻訳
- ピエール=イヴ・バデル『フランス中世の文学生活』白水社 1993
- 『エネアス物語』太古隆治,前田弘隆,村上勝也, 中川正弘, 今田良信共訳 溪水社 2000
- ジャック・リバール『中世の象徴と文学』青山社 2000
- 『狐物語』鈴木覺,福本直之共訳 白水社、1994　岩波文庫 2002
- 『狐物語 2』鈴木覺, 福本直之共訳 溪水社 2003
- 『フランス中世文学名作選』松原秀一,天沢退二郎共編訳 篠田勝英,鈴木覺,瀬戸直彦,福本直之,細川哲士,横山安由美訳 白水社 2013

## 論文
- <原野昇